# Premesura
En matemàtiques, una premesura és una funció de conjunts que és, d'alguna manera, precursora bona fide de la mesura d'un espai donat. En efecte, un dels teoremes principals de la teoria de la mesura afirma que es pot estendre a una mesura.

## Definició
Sigui {\displaystyle R} un anell de conjunts (tancat sota la unió i el complement relatiu) d'un conjunt donat {\displaystyle X} i sigui {\displaystyle \mu _{0}:R\to [0,\infty ]} una funció de conjunts. Llavors, aquesta {\displaystyle \mu _{0}} s'anomena premesura si 
{\displaystyle \mu _{0}(\varnothing )=0}
i si, per tota seqüència numerable (o finita) {\displaystyle A_{1},A_{2},\ldots \in R} de conjunts disjunts dos a dos la unió dels quals es troba en {\displaystyle R,}
{\displaystyle \mu _{0}\left(\bigcup _{n=1}^{\infty }A_{n}\right)=\sum _{n=1}^{\infty }\mu _{0}(A_{n}).}
La segona propietat rep el nom de {\displaystyle \sigma }-additivitat.
Per tant, el que li falta a una premesura per ser una mesura és que no està necessàriament definida en una σ-àlgebra (o en un σ-anell) sinó en una àlgebra.

## Teorema de l'extensió de Carathéodory
Resulta que les premesures donen lloc de forma força natural a les mesures exteriors, que es defineixen per a tots els subconjunts de l'espai {\displaystyle X.} Més concretament, si {\displaystyle \mu _{0}} és una premesura definida en un anell de subconjunts {\displaystyle R} de l'espai {\displaystyle X,} llavors la funció de conjunts {\displaystyle \mu ^{*}} definida com
{\displaystyle \mu ^{*}(S)=\inf \left\{\left.\sum _{i=1}^{\infty }\mu _{0}(A_{i})\right|A_{i}\in R,S\subseteq \bigcup _{i=1}^{\infty }A_{i}\right\}}
és una mesura exterior en {\displaystyle X} i la mesura {\displaystyle \mu } induïda per {\displaystyle \mu ^{*}} en la {\displaystyle \sigma }-àlgebra {\displaystyle \Sigma } de conjunts Carathéodory-mesurables satisfà {\displaystyle \mu (A)=\mu _{0}(A)} per {\displaystyle A\in R} (en particular, {\displaystyle \Sigma } inclou {\displaystyle R}). L'ínfim del conjunt buit es pren com {\displaystyle +\infty .}
(Noti's que hi ha una certa variació en la terminologia utilitzada en la literatura. Per exemple, Rogers (1998) utilitza el terme "measure" (mesura) quan aquest articles utilitza el terme "mesura exterior". Les mesures exteriors no són, en general, mesures, ja que pot ser que no siguin {\displaystyle \sigma }-additives.)